# HJCK
L'Emissora HJCK, El Mundo en Bogotá, va ser una de les primeres emisores de ràdio a Colòmbia.

## Història i actualitat
L'emissora va ser fundada el 15 de setembre de 1950 amb el propòsit d'elevar el nivell cultural de la radiodifusió colombiana, gràcies a la gestió realitzada per Alvaro Castaño Castillo i la seva esposa Gloria Valencia de Castaño. Fins llavors no hi havia a Colòmbia una emissora privada sense cap vinculació amb l'Estat, que es proposés divulgar els temes de la cultura a Colòmbia i el món de forma sistemàtica i permanent, i al llarg de la seva existència l'emissora no ha modificat aquest propòsit.
Les seves transmissions inicials van ser en la banda d'AM, sent traslladada als 89.9 MHz l'FM a 1967, per evitar les interferències del seu senyal amb els senyals de Radio Cordillera de Todelar i la desapareguda Radio Sutatenza.

## Programació
Des del 15 de febrer de 2000 la HJCK ofereix 24 hores de programació contínua amb audicions de blues, jazz, bossa nova, son, rock clàssic i concerts de música clàssica.
A la franja informativa es presenten, de dilluns a divendres, a les 13:00, les notícies econòmiques, i a les 17:50 el noticiari cultural.

## H.J.C.K. a Internet
La pàgina web va començar on 2002, i fins a 2005 emetia la seva programació en FM. Des del 21 de novembre de 2005 l'emissora HJCK va deixar la seva freqüència de 89.9 al dial per traslladar-se únicament a internet, a causa del seu baix nivell de publicitat i una reducció important en els seus nivells d'audiència, i l'emissora ha pogut recuperar una part de la seva audiència. La freqüència que ocupava va ser llogada a Prisa, on transmet actualment 40 Principales.